# Musée de Montserrat
Le musée de Montserrat présente une sélection des éléments du patrimoine artistique et archéologique millénaire de l'abbaye de Montserrat. Le musée contient six collections différentes. Plus de 1 300 pièces sont exposées, embrassant une vaste période chronologique.

## Expositions temporaires
- Carles Gabarró : Vanitas - Biblioteques, novembre 2013 - février 2014[2].